# Schwabacher
Amb el terme Schwabacher (pronunciat [ʃvaːˌbaxɐ]) es fa referència a una tipografia negra específica que va evolucionar a partir de la Textura, tipografia que va quedar influïda pel disseny de tipus humanista que es va desenvolupar a Itàlia al Segle XV. La composició de Schwabacher va ser la tipografia més comuna a Alemanya, fins que va ser reemplaça per la tipografia coneguda com a Fraktur, sobretot a partir d'intervinguts del segle xvi.

## Història
Durant el segle xii, amb l'evolució que es va produir en els documents, l'escriptura carolina és desplaçada per la gòtica. Més tard, al desenvolupar-se el Renaixement, l'escriptura carolíngia va ser considerada pels humanistes del principi d'aquest moviment com els romans originals i van passar a modelar la seva lletra renaixentista sobre la carolíngia, passant aquesta nova tipografia als impressors de llibres de segle xv, entre altres Aldus Manutius de Venècia. És així com la minúscula carolíngia es va convertir a la base de les tipografies modernes.
Aquesta evolució de la tipografia està totalment unida a l'evolució del llibre en l'Edat Mitjana, en la qual va passar de ser considerat gairebé exclusivament com un objecte sagrat (durant l'Alta Edat Mitjana), a ser considerat com una matèria de treball per als estudiants de les escoles i universitats (durant la Baixa Edat mitjana), la qual cosa va donar origen a nombroses llibreries i biblioteques. Sorgeix una demanda creixent i imparable de llibres la qual cosa fa que s'estableixin, junt  els tallers de còpies ja existents, tallers similars per seglars als centres universitaris. Aquests escriptors o copistes, eren veritables cal·lígrafs que en produir-se evolucions en els suports empleats per al seu treball van dur a terme modificacions en el tipus de lletra empleada, passant a ser una miqueta més comprimida que la Carolíngia, i passant a anomenar-se aquest nou tipus de lletra com a lletra gòtica (per la seva forma estilitzada, aguda i calada que evoca els arcs i voltes ogivals de les construccions gòtiques de l'època), malgrat que alguns tratadistas també la criden com a "escolàstica" o "monacal".
La lletra gòtica va ser característica del centre d'Europa i es va continuar usant fins al Segle XX. De fet és el caràcter tipogràfic característic de l'inventor de la impremta, Johannes Gutenberg, qui va col·laborar en l'extensió de l'ús d'aquesta tipografia per tot occident i la va convertir en la més característica i pròpia d'Alemanya.
La tipografia gòtica es divideix en diversos tipus específics com són:
- Textualis
- Rotunda
- Schwabacher[3]
- Fraktur

Amb aquest tipus de lletra es van escriure famosos llibres com  la bíblia alemanya de Martín Luter i l'Apocalipsi d'Alberto Dürer l'any 1498.
Però al voltant de principis del segle xvi va ser a poc a poc perdent importància enfront d'una altra de les versions de la lletra gòtica, la coneguda com Fraktur, que posseïa major expressivitat.

## Característiques
La versió de la lletra gòtica coneguda com a Schwabacher,  que a França se l'anomena “lettre bâtarde”, es va començar a usar a Alemanya i Suïssa aproximadament en 1480. El nom no és clar d'on procedeix, encara que alguns experts consideren que fa referència a un gravador de la vila de Schwabacher, que en treballar fora del seu lloc de naixement, tenia com a àlies el d'aquest lloc.
Aquest tipus de lletra és una combinació de característiques de la lletra gòtica Textura i de la Rotunda, per la qual cosa se la hi considera una lletra híbrida, però a més s'hi veuen clarament les influències renaixentistes. Com a característiques pròpies podem assenyalar:
- les lletres minúscules són relativament àmplies, presenten dobles angles, malgrat l'existència d'una gran quantitat d'elements arrodonits.
- poden destacar-se les lletres “a”, que torna a un estadi anterior; la lletra “d”, que presenta la part inferior punxeguda; i la lletra “o”, que es punxeguda punt en la part superior com en la inferior.
- les majúscules són molt àmplies, simples i presenten molts més elements arrodonits.

- Una altra característica d'aquest tipus de lletra és el superíndex “e”, usat per al disseny de umlauts.

- per als abreujaments s'usen guions i titlles.

El tipògraf Fritz Helmuth Ehmcke va realitzar variacions d'aquest tipus de lletra, les conegudes com:
- Ehmcke Schwabacher (1914 D. Stempel AG)
- Ehmcke Schwabacher halbfett (1915 D. Stempel AG)